# ズイナ属
ズイナ属（ズイナぞく、随菜属、学名: Itea）は、約10種の灌木からなる植物の属である。葉は互生である。花は小さく、5つの萼片と5つの花弁からなり、総状花序あるいは穂状花序である。
ズイナ属は東アジア原産で、北米東部の落葉性灌木の一つである。
一部の種は、その長い穂と香りの良い頭花から観賞用庭園で育てられている。これらは、中央および西中国原産のI. ilicifolia（支那ズイナ）やI. yunnanensisがある。北米東部の落葉性のコバノズイナ (I. virginica) はこれらと異なり直立に生長する特徴がある。
ズイナ属には以下の種が含まれる。
- シマズイナ Itea chinensis Hook. & Arn.
- イテア・イリキフォリア Itea ilicifolia Oliv.
- ズイナ Itea japonica Oliv.
- ヒイラギズイナ Itea oldhamii C. K. Schneid.
- ヒメズイナ Itea parviflora Hemsl.
- コバノズイナ Itea virginica L. - Virginia Sweetspire
- Itea yunnanensis Franch.